# ده بنياب تشربيون (زيلايي)
ده بنیاب تشربیون (بالفارسية: ده بنیاب چربیون) هي قرية تقع في إيران في قسم زیلایی الريفي. يقدر عدد سكانها بـ 20 نسمة بحسب إحصاء 2016.